# Olavanna
Olavanna è una suddivisione dell'India, classificata come census town, di 30.927 abitanti, situata nel distretto di Kozhikode, nello stato federato del Kerala. In base al numero di abitanti la città rientra nella classe III (da 20.000 a 49.999 persone).

## Geografia fisica
La città è situata a 11° 13' 22 N e 75° 50' 08 E.

## Società

### Evoluzione demografica
Al censimento del 2001 la popolazione di Olavanna assommava a 30.927 persone, delle quali 15.251 maschi e 15.676 femmine. I bambini di età inferiore o uguale ai sei anni assommavano a 3.767, dei quali 1.921 maschi e 1.846 femmine. Infine, coloro che erano in grado di saper almeno leggere e scrivere erano 25.563, dei quali 12.980 maschi e 12.583 femmine.